# Wyst: Alastor 1716
Wyst: Alastor 1716 è un romanzo di fantascienza del 1978 di Jack Vance. È il terzo romanzo della trilogia dell'Ammasso di Alastor, un gruppo stellare collocato ai margini della Galassia e composto da trentamila stelle e tremila pianeti abitati. Tutti i mondi di Alastor sono retti dal Connatic: un sovrano che governa per mezzo della sua flotta spaziale - il Whelm - ma che ama soprattutto travestirsi da persona comune e scendere tra la folla per accertarsi in prima persona delle condizioni dei suoi sudditi.

## Trama
Ad Arrabus sul pianeta Wyst i cittadini hanno tentato la difficile strada dell'ugualitarismo utopistico: in questa metropoli milioni di individui vivono in condizioni di uguaglianza assoluta, lavorando solo poche ore alla settimana e conducendo per il resto una vita di piaceri e frivolezze.
Jantiff Ravenstoke è uno dei tanti turisti stranieri attirati da questo apparente paradiso, un giovane artista irrequieto affascinato da questo sogno edonistico. Ma dietro questa facciata allettante si nascondono gravi difetti e l'avvicinarsi del Festival per celebrare il centenario della fondazione di Arrabus coincide con l'approssimarsi dell'inevitabile crisi socioeconomica. Il Connatic è invitato ad apparire al grandioso Festival in occasione di un nuovo programma per rivitalizzare la decadente economia di Arrabus. Jantiff Ravenstoke viene casualmente a conoscenza di quello che sembra un misterioso complotto contro lo stesso Connatic, e ben presto quella che era iniziata come una favolosa vacanza di ozi e piaceri si trasformerà per il giovane protagonista in un terribile incubo in cui verrà messa a repentaglio la sua stessa vita.
Nel finale ricomparirà il personaggio di Rhyl Shermatz, l'emissario del Connatic (o il Connatic in persona?) già incontrato nel primo romanzo. Come un deus ex machina, Shermatz rimetterà le cose a posto, togliendo il giovane Jantiff da una spiacevole situazione.

## Edizioni
(elenco parziale)
- Jack Vance, Wyst: Alastor 1716, collana Cosmo Argento, traduzione di Rita Botter Pierangeli, n. 109, Nord, 1981,  p. 250.